# Dyppeln (Värmdö socken, Uppland, 657576-166160)
Dyppeln är en sjö i Värmdö kommun i Uppland och ingår i Norrström-Tyresåns kustområde. Sjön är 2,5 meter djup, har en yta på 0,07 kvadratkilometer och är belägen 5 meter över havet.